# 1992 na televisão
Nesta página encontram-se os fatos, estreias e términos sobre televisão que aconteceram durante o ano de 1992.

## Eventos

### Brasil

#### Janeiro
- 11 de janeiro — É inaugurada a TV Pajuçara, afiliada do SBT em Maceió, Alagoas.

#### Fevereiro
- 2 de fevereiro — É inaugurada a TV Tribuna, afiliada da Rede Globo em Santos, São Paulo.
- 15 de fevereiro — A TV Gazeta de São Paulo se associa à Rede OM.
- 20 de fevereiro — É inaugurada a TV Mar, afiliada da Rede Manchete em Santos, São Paulo.
- 28 de fevereiro — A TV Corcovado deixa de fazer parte do Grupo Silvio Santos, que era controlada através do empresário Guilherme Stoliar, sobrinho de Silvio Santos, para se tornar emissora própria da Rede OM.

#### Março
- 9 de março — A Rede OM estreia em rede nacional via satélite com o nome de Rede OM Brasil, sediada em Curitiba, Paraná sendo a primeira rede fora do eixo Rio-São Paulo.

#### Abril
- 5 de abril — A Rede Globo estreia nova identidade visual.
- 9 de abril — É inaugurada a TV Manaus, afiliada da Rede Record em Manaus, Amazonas.
- 26 de abril
  - Na Rede Globo, o Globo Ecologia estreia nova vinheta, logotipo e gráficos.
  - Na Rede Globo, o Domingão do Faustão estreia nova vinheta, logotipo e gráficos.
- 27 de abril — Na Rede Globo, o Globo Esporte estreia nova vinheta, logotipo e gráficos.

#### Junho
- 17 de junho — É inaugurada a TV Brasil Litoral, afiliada do SBT em Santos, São Paulo.

#### Julho
- 24 de julho–9 de agosto — A Rede Globo, Rede Bandeirantes, Rede Manchete e SBT realizam a cobertura dos Jogos Olímpicos de Verão de 1992.

#### Agosto
- 28 de agosto — É inaugurada a RBS TV Santa Rosa, afiliada da Rede Globo em Santa Rosa, Rio Grande do Sul.

#### Setembro
- 29 de setembro — As principais redes de televisão do Brasil transmitem a votação do processo de impeachment do presidente Fernando Collor, direto de Brasília, Distrito Federal.

#### Outubro
- 11 de outubro — A Rede Globo e a Unicef promovem a 7.ª edição do Criança Esperança.

#### Novembro
- 20 de novembro — É inaugurada a TV Imagem do Noroeste, afiliada da Rede Bandeirantes em Paranavaí, Paraná.

### Estados Unidos

#### Outubro
- 1 de outubro — Entra no ar o Cartoon Network pela Turner Broadcasting System.

### Portugal

#### Outubro
- 6 de outubro — Começam as emissões da primeira estação de televisão privada no país: a Sociedade Independente de Comunicação (SIC).

## Programas

### Brasil

#### Janeiro
- 3 de janeiro — Termina O Dono do Mundo na Rede Globo.
- 4 de janeiro — Termina Viva a Noite no SBT.
- 6 de janeiro — Estreia Pedra sobre Pedra na Rede Globo.

#### Fevereiro
- 7 de fevereiro — Termina Vamp na Rede Globo.
- 10 de fevereiro
  - Estreia Repórter Eco na TV Cultura.
  - Estreia Perigosas Peruas na Rede Globo.

#### Março
- 9 de março — Termina Simplesmente Maria no SBT.
- 11 de março — Estreia A Estranha Dama no SBT.
- 15 de março — Reestreia Pequenas Empresas & Grandes Negócios na Rede Globo.
- 23 de março — Termina Ambição no SBT.
- 24 de março — Estreia Alcançar Uma Estrela no SBT.

#### Abril
- 7 de abril — Estreia Teresa Batista na Rede Globo.
- 8 de abril — Estreia Você Decide na Rede Globo.
- 11 de abril — Estreia X-Tudo na TV Cultura.
- 12 de abril — Estreia Nações Unidas no SBT.
- 21 de abril
  - Termina Carrossel no SBT.
  - Estreia da 4.ª temporada de TV Pirata na Rede Globo.[1]
- 22 de abril — Estreia Vovô e Eu no SBT.
- 28 de abril — Estreia Casseta & Planeta, Urgente! na Rede Globo.
- 30 de abril — Termina Paixão e Ódio na Rede Manchete.

#### Maio
- 8 de maio — Termina Fera Radical no Vale a Pena Ver de Novo na Rede Globo.
- 11 de maio — Reestreia Vale Tudo no Vale a Pena Ver de Novo na Rede Globo.
- 22 de maio — Termina Teresa Batista na Rede Globo.
- 30 de maio — Termina Felicidade na Rede Globo.

#### Junho
- 1 de junho — Estreia Despedida de Solteiro na Rede Globo.
- 2 de junho — Estreia As Noivas de Copacabana na Rede Globo.
- 4 de junho — Termina Alcançar Uma Estrela no SBT.
- 5 de junho — Estreia Alcançar Uma Estrela II no SBT.
- 26 de junho — Termina As Noivas de Copacabana na Rede Globo.
- 29 de junho — Termina Amazônia na Rede Manchete.

#### Julho
- 14 de julho
  - Estreia Topázio no SBT.
  - Estreia Anos Rebeldes na Rede Globo.
- 31 de julho
  - Termina A Estranha Dama no SBT.
  - Termina Pedra sobre Pedra na Rede Globo.

#### Agosto
- 3 de agosto
  - Termina Alcançar Uma Estrela II no SBT.
  - Termina Vovô e Eu no SBT.
  - Estreia De Corpo e Alma na Rede Globo.
- 4 de agosto — Estreia A Fera no SBT.
- 13 de agosto — Termina Cocktail no SBT.
- 14 de agosto — Termina Anos Rebeldes na Rede Globo.
- 15 de agosto — Estreia Sessão de Sábado na Rede Globo.
- 28 de agosto — Termina Perigosas Peruas na Rede Globo.
- 31 de agosto — Estreia Deus Nos Acuda na Rede Globo.

#### Setembro
- 27 de setembro — Termina Mundo da Lua na TV Cultura.

#### Outubro
- 11 de outubro — Termina TV Animal no SBT.
- 18 de outubro
  - Estreia Programa de Vídeos no SBT.
  - Estreia Business na Rede Manchete.

#### Novembro
- 2 de novembro — Termina A Fera no SBT.
- 3 de novembro — Estreia Eu Compro Essa Mulher no SBT.
- 6 de novembro — Termina Vale Tudo no Vale a Pena Ver de Novo na Rede Globo.
- 9 de novembro — Reestreia Bebê a Bordo no Vale a Pena Ver de Novo na Rede Globo.
- 16 de novembro — Estreia Valéria e Maximiliano na Rede Manchete.

#### Dezembro
- 8 de dezembro — Termina a 4.ª temporada de TV Pirata na Rede Globo.
- 22 de dezembro — A Rede Globo exibe o Especial Leandro & Leonardo.
- 24 de dezembro — A Rede Globo exibe o Especial Zezé di Camargo & Luciano.
- 25 de dezembro — A Rede Globo exibe o especial Roberto Carlos: Amigo.
- 26 de dezembro — Termina Milk Shake na Rede Manchete.
- 29 de dezembro — Termina Programa Legal na Rede Globo.
- 31 de dezembro
  - Termina Xou da Xuxa na Rede Globo.
  - A Rede Globo exibe o Réveillon do Faustão.

#### Mês desconhecido
- Estreia Fanzine na TV Cultura.

### Estados Unidos

#### Abril
- 6 de abril — Estreia Barney & Friends (no Brasil: Barney e os seus Amigos) na PBS.

#### Julho
- 8 de julho — Estreia Melrose na Fox.

#### Setembro
- 12 de setembro — Estreia Eek! The Cat no bloco Fox Kids na Fox.
- 18 de setembro — Estreia Beakman's World (no Brasil: O Mundo de Beakman) na TLC.
- 23 de setembro — Estreia Mad About You na NBC.

### México

#### Setembro
- 14 de setembro — Estreia María Mercedes (no Brasil: Maria Mercedes) no Las Estrellas.

### Espanha

#### Março
- 13 de março — Estreia Xuxa Park na Telecinco.

#### Dezembro
- 13 de dezembro — Termina Xuxa Park na Telecinco.

### Japão

#### Março
- 7 de março — Estreia Bishojo Senshi Sailor Moon (no Brasil: Sailor Moon) na TV Asahi.

## Nascimentos
| Data            | Nome                 | Profissão                               | Nacionalidade    | Observações | Ref |
| --------------- | -------------------- | --------------------------------------- | ---------------- | ----------- | --- |
| 6 de janeiro    | Rodrigo Simas        | ator                                    | Brasil           |             |     |
| 17 de janeiro   | Victória Rocha       | atriz                                   | Brasil           |             |     |
| 19 de janeiro   | Logan Lerman         | ator                                    | Estados Unidos   |             |     |
| 20 de janeiro   | Johnny Massaro       | ator                                    | Brasil           |             |     |
| 21 de janeiro   | Marcela Barrozo      | atriz                                   | Brasil           |             |     |
| 10 de fevereiro | Karen Fukuhara       | atriz                                   | Estados Unidos   |             |     |
| 11 de fevereiro | Taylor Lautner       | ator                                    | Estados Unidos   |             |     |
| 14 de fevereiro | Freddie Highmore     | ator                                    | Reino Unido      |             |     |
| 26 de fevereiro | Danilo Mesquita      | ator e cantor                           | Brasil           |             |     |
| 1 de março      | Diogo Martins        | actor                                   | Portugal         |             |     |
| 10 de março     | Emily Osment         | atriz                                   | Estados Unidos   |             |     |
| 13 de março     | Kaya Scodelario      | atriz                                   | Reino Unido      |             |     |
| 4 de abril      | Alexa Nikolas        | atriz                                   | Estados Unidos   |             |     |
| 18 de abril     | Chloe Bennet         | atriz                                   | Estados Unidos   |             |     |
| 27 de abril     | Miguel Rômulo        | ator                                    | Brasil           |             |     |
| 7 de maio       | Alexander Ludwig     | ator                                    | Canadá           |             |     |
| 3 de junho      | Dilraba Dilmurat     | atriz e cantora                         | China            |             |     |
| 11 de junho     | Anna Sawai           | atriz e cantora                         | Japão            |             |     |
| 19 de junho     | Dylan Playfair       | ator                                    | Canadá           |             |     |
| 23 de junho     | Kate Melton          | atriz                                   | Estados Unidos   |             |     |
| 26 de junho     | Jennette McCurdy     | atriz e cantora                         | Estados Unidos   |             |     |
| 29 de junho     | Gabriela Medvedovski | atriz, bailarina e cantora              | Brasil           |             |     |
| 30 de junho     | Chay Suede           | ator e cantor                           | Brasil           |             |     |
| 7 de julho      | Nathalia Ramos       | atriz                                   | Espanha          |             |     |
| 22 de julho     | Selena Gomez         | atriz e cantora                         | Estados Unidos   |             |     |
| 29 de julho     | Chelsea Olivia       | atriz                                   | Indonésia        |             |     |
| 4 de agosto     | Cole e Dylan Sprouse | atores                                  | Estados Unidos   |             |     |
| 4 de agosto     | Yudi Tamashiro       | apresentador                            | Brasil           |             |     |
| 14 de agosto    | Daphne Bozaski       | atriz                                   | Brasil           |             |     |
| 18 de agosto    | Sâmia Abreu          | atriz, modelo, cantora e influencer     | Brasil           |             |     |
| 20 de agosto    | Talita Younan        | atriz                                   | Brasil           |             |     |
| 20 de agosto    | Demi Lovato          | atriz, cantora e compositora            | Estados Unidos   |             |     |
| 12 de setembro  | Rafael Ciani         | ator                                    | Brasil           |             |     |
| 13 de setembro  | Bruna Guasco         | atriz                                   | Brasil           |             |     |
| 16 de setembro  | Nick Jonas           | cantor, compositor e ator               | Estados Unidos   |             |     |
| 24 de setembro  | Ricardo Vianna       | ator                                    | Brasil           |             |     |
| 9 de outubro    | Tyler James Williams | ator                                    | Estados Unidos   |             |     |
| 12 de outubro   | Josh Hutcherson      | ator                                    | Estados Unidos   |             |     |
| 15 de outubro   | Vincent Martella     | ator                                    | Estados Unidos   |             |     |
| 15 de outubro   | Ncuti Gatwa          | ator                                    | Ruanda / Escócia |             |     |
| 29 de outubro   | Andrea Lagunes       | atriz                                   | México           |             |     |
| 30 de outubro   | Guilherme Vieira     | ator                                    | Brasil           |             |     |
| 30 de outubro   | Tequan Richmond      | ator                                    | Estados Unidos   |             |     |
| 18 de novembro  | Nathan Kress         | ator                                    | Estados Unidos   |             |     |
| 23 de novembro  | Miley Cyrus          | estilista, atriz, compositora e cantora | Estados Unidos   |             |     |
| 18 de dezembro  | Yasmin Gomlevsky     | atriz                                   | Brasil           |             |     |
| 18 de dezembro  | Bridgit Mendler      | atriz                                   | Estados Unidos   |             |     |

## Mortes
| Data            | Nome                   | Profissão                                  | Nacionalidade  | Observações | Ref |
| --------------- | ---------------------- | ------------------------------------------ | -------------- | ----------- | --- |
| 24 de janeiro   | Paulo Villaça          | ator e diretor                             | Brasil         | n. 1933     |     |
| 20 de fevereiro | Dick York              | ator                                       | Estados Unidos | n. 1928     |     |
| 26 de fevereiro | Older Cazarré          | ator e dublador                            | Brasil         | n. 1935     |     |
| 5 de abril      | Antônio Marcos         | ator, cantor, humorista e produtor musical | Brasil         | n. 1945     |     |
| 20 de abril     | Benny Hill             | ator e comediante                          | Reino Unido    | n. 1924     |     |
| 12 de setembro  | Anthony Perkins        | ator                                       | Estados Unidos | n. 1932     |     |
| 4 de novembro   | Carlos Imperial        | ator e apresentador                        | Brasil         | n. 1935     |     |
| 30 de novembro  | Augusto César Vannucci | ator, produtor musical e diretor           | Brasil         | n. 1934     |     |
| 28 de dezembro  | Daniella Perez         | atriz                                      | Brasil         | n. 1970     |     |